# Miyagino, Sendai
Miyagino (宮城野区 Miyagino-ku) là quận thuộc thành phố Sendai, tỉnh Miyagi, Nhật Bản. Tính đến ngày 1 tháng 10 năm 2020, dân số ước tính của quận là 196.732 người và mật độ dân số là 3.400 người/km2. Tổng diện tích của quận là 58,25 km2.

## Địa lý

### Đô thị lân cận
- Miyagi
  - Sendai
    - Aoba
    - Wakabayashi
    - Izumi

  - Tomiya
  - Tagajō
  - Rifu
  - Shichigahama

## Giao thông

### Đường sắt
- JR East - Tuyến Tōhoku chính
  - Higashi-Sendai - Iwakiri
- JR East - Tuyến Senseki
  - Tsutsujigaoka - Miyaginohara - Rikuzen-Haranomachi - Nigatake - Kozurushinden - Fukudamachi - Rikuzen-Takasago - Nakanosakae
- Tàu điện ngầm Sendai - Tuyến Nanboku
  - Miyagino-dori

### Cao tốc/Xa lộ
- Sanriku Expressway
- Sendai-Tōbu Road
- Quốc lộ 4
- Quốc lộ 45